# 英語センター (米国民政府)

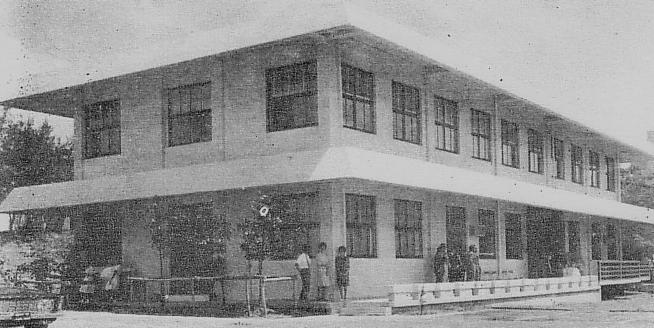
当時の英語センター

英語センター（えいごせんたー、English Language Center）は、復帰前の沖縄において専門的な英語教育を行う琉球列島米国民政府の教育機関である。1971年6月30日の閉鎖までに約8,000人が講座を受けた。

## 概要
従来、沖縄における専門的英語教育は琉球大学が担当していた。しかし、質量ともに不充分で英語教師や通訳が不足していた。そのため米国民政府は、1963年に高等弁務官布告第19号「英語センターの設立」を公布し、1964年5月15日に米国民政府の附属機関である英語センターを設立した。
施設は龍潭池のほとり（現在の沖縄県立芸術大学の敷地）に建設された。鉄筋コンクリート造の3階建ての建物で、教室や講師室の他に音楽室や映画室もあり、語学教育を通じてアメリカ文化の紹介も行われた。
英語センターという名称ではあるが、後にフランス語や中国語の講座も加わり「語学センター」の色彩が強くなっていった。
しかし、復帰が決まり米国民政府からの補助金が打ち切られたことにより1971年6月30日に閉鎖した。
その後、琉球政府が財産を引き継ぎ、文教局の英語分室になったり財団法人語学センターになるなど紆余曲折を経て、最終的に沖縄県国際交流・人材育成財団に統合された。
そして、2011年1月に沖縄県国際交流人材育成財団が、語学センター講座については新公益法人認定のための基準を満たすことが困難である事を発表し、2011年3月末をもって閉講した。
2011年の閉校後には、旧）語学センター講師陣による新組織のNPO 沖縄語学センターが設立され、2011年4月から「午前集中英語講座」や「同時通訳講座」、「留学対策講座」などを含む英語講座を開講する。2011年7月には、正式に特定非営利活動法人として認定され、その後、英語、中国語、韓国語、フランス語などの各種語学講座や「沖縄歴史文化講座」などの文化講座も開講している。

## 機能・使命
高等弁務官布告第19号「英語センターの設立」では下記のように記されている。
- 琉球の人々に英語を習得させるために、必要なあらゆる方法を用いて英語教育に貢献する。
- 琉球列島に於ける英語教育の向上に向けて、指導及び奨励を行う。
- 英語のセミナーや教授を教員及び学生に対して行う。
- 英語のテキスト、及び関連の資料を出版する。
- 英語の習得の向上に貢献する琉球大学、琉球政府文教局、及びその他の機関や個人と協力体制をつくる。
- 高等弁務官によって承認、指導される諸活動に参加する。

## 講座内容
- 琉球政府職員のための講座
- 一般社会人のための講座
- 中学校・高等学校英語教員研修
- 米国留学生のためのオリエンテーション
- 米軍基地内雇用者のための講座
- 英語教員予定者のための講座
- 民間企業職員のための講座
- ラジオ英会話講座